# Saint-Georges-des-Sept-Voies
Saint-Georges-des-Sept-Voies korábbi község Franciaország Loire mente régiójában, Maine-et-Loire megyében. 2016. január 1-jén négy másik korábbi községgel egyesült és Gennes-Val-de-Loire új község része lett.
Lakosainak száma 673 fő (2018. január 1.). Saint-Georges-des-Sept-Voies Chemellier, Gennes-Val-de-Loire, Grézillé, Saint-Rémy-la-Varenne és Le Thoureil községekkel határos.

## Népesség
A település népessége az elmúlt években az alábbi módon változott:
| Lakosok száma | 665  | 675  | 586  | 565  | 570  | 657  | 694  | 694  | 720  | 673  |
|               | 1962 | 1968 | 1982 | 1990 | 1999 | 2008 | 2011 | 2013 | 2017 | 2018 |